# Jadraque
Jadraque es un municipio y localidad española de la provincia de Guadalajara, en la comunidad autónoma de Castilla-La Mancha. Situado en el valle del Henares, el término municipal, que incluye también a la pedanía de Castilblanco de Henares, cuenta con una población de 1458 habitantes (INE 2024)

## Geografía
Se encuentra a 48 km al nordeste de la capital provincial y a 106 km al nordeste de Madrid, a una altitud de 830 m sobre el nivel del mar.
| Noroeste: La Toba                                    | Norte: Medranda | Noreste: Jirueque                          |
| Oeste: Membrillera                                   |                 | Este: Bujalaro y Argecilla                 |
| Suroeste: Casas de San Galindo y Espinosa de Henares | Sur: Miralrío   | Sureste: Villanueva de Argecilla y Ledanca |

## Historia
El topónimo es de origen árabe: "Xadraq". En las cercanías de este municipio se produjo, en la primera mitad del siglo XV el encuentro con ánimo de batalla de los ejércitos castellanos y aragoneses durante los reinados de Juan II de Castilla y su primo Alfonso V de Aragón. La batalla, finalmente, pudo evitarse gracias a la intercesión de la reina castellana María de Aragón, real consorte de Juan II y hermana de Alfonso V.

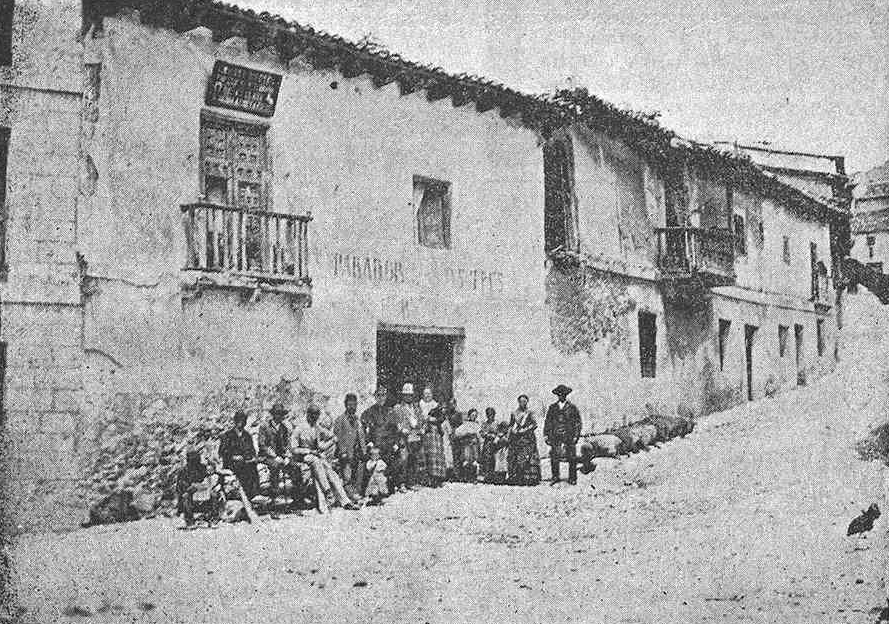
Calle de Jadraque hacia comienzos del en una instantánea tomada por el fotógrafo local Jacinto Abós.

El 23 de diciembre de 1714 se encontraron en Jadraque Isabel de Farnesio, que al día siguiente se convertiría en segunda esposa de Felipe V, y la princesa de los Ursinos, María Ana de la Trémoille, quien valiéndose de su puesto como camarera mayor de la primera esposa del rey, María Luisa Gabriela de Saboya, tenía enorme influencia en las decisiones reales, en connivencia con el rey francés Luis XIV. En ese encuentro, sin que se sepan claramente las razones, Isabel de Farnesio ordenó (y la orden se cumplió) que la princesa de los Ursinos abandonara España inmediatamente, sin siquiera regresar a Madrid a recoger sus pertenencias.
A mediados del siglo XIX, la villa tenía contabilizada una población de 1426 habitantes. Aparece descrita en el noveno volumen del Diccionario geográfico-estadístico-histórico de España y sus posesiones de Ultramar de Pascual Madoz de la siguiente manera:

JADRAQUE: v. con ayunt. y estafeta de correos en la prov. de Guadalajara (7 leg.), part. jud. y dióc. de Sigüenza (5), aud. terr. de Madrid (17), c. g. de Castilla la Nueva: sit. en terreno áspero, al pie de unos cerros en la márg. izq. del r. Henares; su clima en el invierno es muy frio y las enfermedades mas comunes fiebres intermitentes, catarrales y pulmonías: fórmanla 288 casas; la consistorial; cárcel, un edificio para el pósito; otro que fué conv. de Capuchinos; una escuela de instruccion primaria frecuentada por 100 alumnos, a cargo de un maestro dotado con 2200 rs.; otra de niñas, cuya maestra no percibe mas dotación que la convenida con los padres de las discípulas; 2 fuentes de esquisitas aguas que proveen al vecindario para beber y demás necesidades domésticas; una igl. parr. (San Juan Bautista) matriz de la de Villanueva de Argecilla, servida por un cura y un sacristan. térm.: confina N. Castilblanco y Jirueque; E. Villanueva y Mira el Rio; S. Membrillera y Carrascosa, y O. Bujalaro; dentro de él se encuentran varios manantiales; las ermitas de la Soledad; Ntra. Sra. de los Angeles y San Isidro, y los desp. de Tobilla y Saelices: el terreno fertilizado en parte por el r. Henares, cuyo paso facilita un puente; y por las aguas de los manantiales que brotan en el térm., es de buena calidad, comprende un monte poblado en su mayor parte de chaparros con alguna encina y roble. caminos: los que dirigen á los pueblos limítrofes, hácia la parte del S., malos por la escabrosidad del terreno, y en las demas direcciones en buen estado. correo: se recibe en la estafeta martes, jueves y sábados; sale lunes, miércoles y viernes. prod.: trigo, cebada, centeno, garbanzos, judias, patatas, vino y toda clase de esquisitas frutas, leñas de combustible y carboneo, y buenas yerbas de pasto, con las que se mantiene ganado lanar y las caballerías necesarias para la agricultura; hay caza de perdices, liebres y conejos, y pesca de barbos, truchas, anguilas y otros peces. ind.: la agrícola y 2 molinos harineros, varios telares de lienzos ordinarios de lino y cáñamo; algunos de los oficios y artes mecánicas mas indispensables, y la traginería á la que se dedican algunos vec. comercio: esportacion del sobrante de frutos, é importacion de los art. de consumo que faltan. pobl.: 343 vec., 1426 alm. cap. prod.: 9 105 000 imp.: 728 400. contr.: 72 070 rs.
(Madoz, 1847, p. 492)

## Demografía
Jadraque cuenta con una población de 1458 habitantes (INE 2024).
| Gráfica de evolución demográfica de Jadraque entre 1842 y 2021 |
| |
| Población de derecho según los censos de población del INE Población de hecho según los censos de población del INEEntre el censo de 1981 y el anterior, crece el término del municipio porque incorpora a Castilblanco de Henares |

## Política

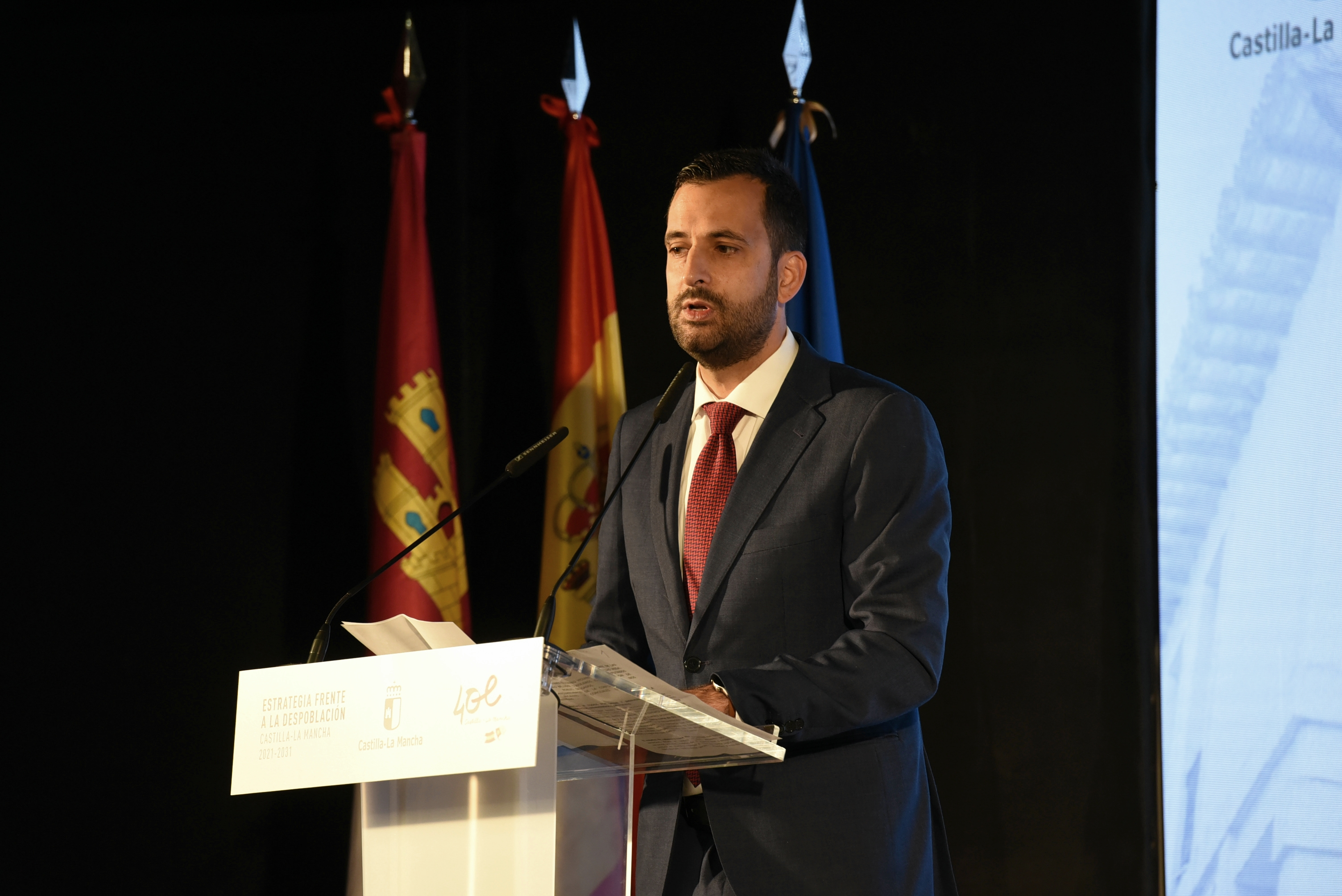
Héctor Gregorio Esteban, alcalde de Jadraque en 2022.

| Elecciones municipales del 26 de mayo de 2019 |       |         |            |
| Partido                                       | Votos | %       | Concejales |
| PSOE                                          | 328   | 42,11 % | 4          |
| PP                                            | 265   | 34,02 % | 3          |
| Cs                                            | 176   | 22,59 % | 2          |

## Transporte
La localidad cuenta con una estación de ferrocarril ubicada en la línea Madrid-Barcelona, denominada estación de Jadraque, en la que prestaban servicios trenes de media distancia; los cuales comunicaban el municipio con Madrid, Guadalajara, Soria, Sigüenza, Zaragoza, Barcelona, Arcos de Jalón y otras localidades de menor tamaño.
En lo relativo al transporte por carretera, las empresas Continental y ALSA comunican Jadraque con Madrid, Guadalajara, Soria y otros municipios.

## Patrimonio

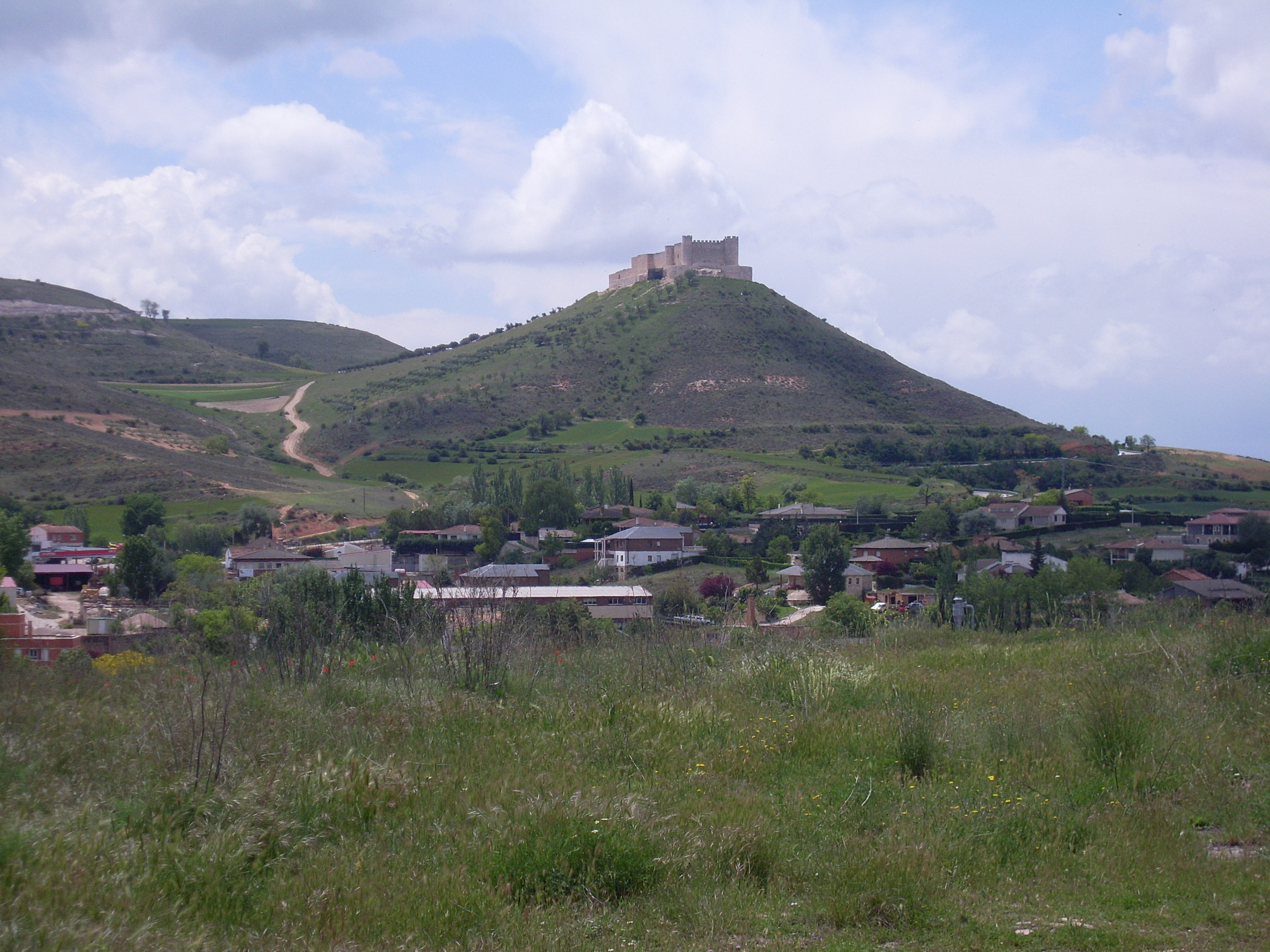
Vista de la localidad y del castillo de Jadraque

En el casco de la villa, destacan: su iglesia del XVII, que guarda en su interior el Cristo flagelado recogiendo su túnica, de Zurbarán, y una talla atribuida a Pedro de Mena. La casona de las Ursulinas, que sirvió de refugio en 1808 al político de la Ilustración, Jovellanos, y al pintor Francisco de Goya. Otra casona, de signo opuesto, es la de la Inquisición, en la plaza Mayor y con el escudo de la institución parcialmente destruido.

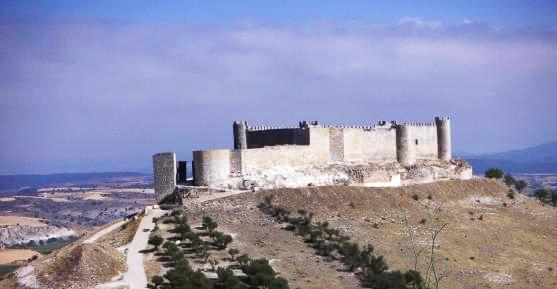
Castillo del Cid (siglo)

En los alrededores, el principal monumento es el referido castillo del Cid, el palacio de los Verdugos, además de enclaves naturales como el pico de las Águilas o la cascada del Ojo.

## Fiestas
Una de las fiestas que se realizan, es San Isidro, en la que agricultores y ganaderos celebran este gran día, (15 de mayo) sacando a su patrón por las calles de Jadraque, y posteriormente la tradicional comida en la que se reúne la mayor parte del pueblo, ya que no olvidemos que Jadraque ha sido, y es, un pueblo agrario y ganadero en la mayor parte de su historia
Las fiestas mayores se celebran del 13 al 18 de septiembre, en honor al Santísimo Cristo de la Cruz a Cuestas.